# 比特郡
比特郡（英语：County of Bute；也叫Buteshire）是苏格兰的一个郡，也是登记郡（Registration county），由阿盖尔郡和艾爾郡之间克莱德湾的许多岛屿组成，主要岛屿为比特島、阿倫島、大坎布雷島和小坎布雷島，郡治羅撒西。
1385年左右，罗伯特二世创建比特郡，他的私生子约翰·斯图尔特（比特侯爵的祖先）担任比特郡主审法官。1890年至1975年间，布特郡有自己选举产生的郡议会，之后不再承担行政职能。